# ムハンマド・クリー・クトゥブ・シャー

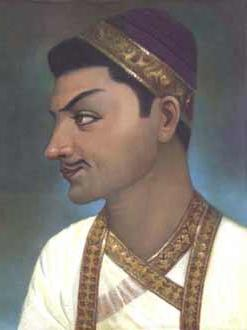
ムハンマド・クリー・クトゥブ・シャーの肖像

ムハンマド・クリー・クトゥブ・シャー（アラビア文字表記：محمد قلى قطب شاه；ローマナイズ表記：Muhammad Quli Qutb Shah、1566年 - 1612年）は、ゴールコンダ王国の第5代の王（在位：1580年 - 1612年）。
この王の治世下は、長らく平和で繁栄に満ちたものであった。まさに、ゴールコンダ王国の絶頂期をもたらした王とされる。彼は15歳で王位を継承した。彼はハイデラバードを見出し、王国の偉大なる王都として計画・建設した。この新都命名に関する逸話は、とても有名である。
また、彼は南方のヴィジャヤナガル王国に対してもたびたび侵攻している。
彼は、父王イブラーヒーム・クリー・クトゥブ・シャーと同じく、テルグ語をアラビア語やペルシア語と同様に奨励した。彼自身も優れたテルグー語やウルドゥー語の詩人であり、その伝統文化や祭典を保護した。彼はまた、デカン様式の詩韻を最初に確立した事でも知られている。
彼の治世は32年の長きにわたるものであったが、彼自身は40歳代後半で没してしまった。彼はまさに王の中の王であるとともに、偉大な建築家であり、文学者でもあった。一人娘ハヤート・バフシュ・ベーグムは、王位を継いだ彼の甥でもあるスルターン・ムハンマド・クトゥブ・シャーに嫁している。

## 関連文献
- 北田信「ウルドゥー文学前史 : 南インドのウルドゥー語文献」『イスラーム世界研究』第7巻、京都大学大学院アジア・アフリカ地域研究研究科附属イスラーム地域研究センター、2014年3月、152-161頁、ISSN 18818323、2022年9月3日閲覧。
- 鈴木斌「クリー・クトゥブ・シャーに就て」『印度學佛教學研究』第21巻第1号、日本印度学仏教学会、1972年、108-111頁、2022年9月3日閲覧。